# Ivo Baotić
Ivo Baotić (Beč, Austrija, 28. listopada 1977.) je hrvatski teolog.

## Životopis
Rođen i odrastao u Beču, u obitelji porijeklom iz Bosne i Hercegovine. 2003. godine završava studij teologije. Magistarski rad piše iz fundamentalne teologije na temu "Fundamentalnoteološki osvrt na ljubav Božju polazeći od Iv 3, 16 "Bog je tako ljubio svijet te je dao svoga sina jedinorođenca, da ni jedan, koji u njega vjeruje, ne propadne, nego da ima život vječni." Od lipnja 2013 radi u uredu knjižničarskog djela Bečke nadbiskupije. Suradnik je Hrvatske katoličke misije u Beču. U svojim knjigama bavi se pitanjem patnje i teologijom stradanja koje promatra i tumači u svjetlu Evanđelja. Osnutkom mjesnoga bratstva Franjevačkoga svjetovnoga reda u Hrvatskoj katoličkoj misiji u Beču u prosincu 2005. godine pristupa toj zajednici, a godinu poslije, u prosincu 2006. godine, polaže i doživotne zavjete u toj zajednici, te preuzima službu doministra mjesnoga bratstva Franjevačkog svjetovnog reda, a na toj službi ostaje do studenog 2013. godine, te uvelike doprinosi izgradnji bratstva, a i u misiji vrši mnoge službe i zadaće.

## Djela
- Bog je tako ljubio svijet... Muka Gospodina našega Isusa Krista kao utjeha u vlastitoj patnji... (2009.) ISBN 978-953-7448-21-9
- ...Da vjerujući život imaju u imenu Njegovu... Vjera u uskrsnuće kao svjetlo u tami patnje... (2010.) ISBN 978-953-7448-34-9
- Ovo činite meni na spomen! Liturgija vazmenog trodnevlja kao uzor kršćanskog hoda kroz patnju... (2011.) ISBN 978-953-7448-43-1
- Vi ćete biti kršteni Duhom Svetim. Svjedočanstvo prve Crkve kao podrška vjere u vlastitoj patnji (2011.) ISBN 978-953-7448-44-8
- Maranatha - Dođi, Gospodine Isuse! Otajstvo došašća kao pomoć u iščekivanju spasenja u vlastitoj patnji (2013.) ISBN 978-953-7448-56-1
- Danas vam se rodio Spasitelj - Krist, Gospodin! Božićno otajstvo kao vodič kroz patnju (2013.) ISBN 978-953-7448-57-8
- Evo službenice Gospodnje. Blažena Djevica Marija kao uzor i potpora u vjeri... (2016.) ISBN 978-953-7448-69-1
- Zauvijek ti si svećenik po redu Melkisedekovu. Sakrament svetog reda kao znak Božje prisutnosti u svijetu... (2018.) ISBN 978-953-7448-73-8
- Evo me, mene pošalji. Služenje laika u Crkvi kao svjedočanstvo vjere... (2023.) ISBN 978-953-7448-82-7
- Hier bin ich, sende mich. Der Dienst der Laien in der Kirche als Glaubenszeugnis (2023.) ISBN 97-3-9503162-4-7

## Vanjske poveznice
- www.verbum.hr (pristupljeno 06. svibnja 2012.)  Arhivirana inačica izvorne stranice od 8. srpnja 2012. (Wayback Machine)
- kostrc.net (pristupljeno 06. svibnja 2012.)[neaktivna poveznica]